# Life Is a Flower
A Life Is a Flower című dal a svéd Ace of Base 1998. április 6-án megjelent első kimásolt kislemeze a Flowers című stúdióalbumról. Az Egyesült Államokban  Whenever You're Near Me címmel jelent meg a dal. Az Egyesült Királyságban ezüst helyezést ért el az eladások alapján.

## Megjelenések
CD Maxi-Single  Polydor – 569 857-2
1. Life Is A Flower (Original Version) 3:45 Arranged By [String Arrangement] – Ulf And Henrik Janson, Backing Vocals, Choir – Fred Johansson, Marit Elfström, Nana Hedin, T. Ekman, Engineer – Pin-Point, Guitar – Janne Taneli- Juntilla, Producer – Joker*, Per Adebratt, Tommy Ekman, Recorded By, Mixed By – Joker*, P. Adebratt*, T. Ekman, Vocals – Jenny*, Joker*, Linn*
2. Life Is A Flower (Reggae Version) 3:32 Producer, Mixed By, Recorded By – P. Adebratt*, T. Ekman
3. Life Is A Flower (Extended Version) 5:44 Arranged By [String Arrangement] – Ulf And Henrik Janson, Backing Vocals, Choir – Fred Johansson, Marit Elfström, Nana Hedin, T. Ekman, Engineer – Pin-Point, Guitar – Janne Taneli- Juntilla, Producer – Joker*, Per Adebratt, Tommy Ekman, Recorded By, Mixed By – Joker*, P. Adebratt*, T. Ekman, Vocals – Jenny*, Joker*, Linn
4. Life Is A Flower (Soul Poets Night Club Mix) 5:20 Remix, Producer [Additional] – Soul Poets
5. No Good Lover 3:54 Engineer – Amatiello*, Pin-Point, Producer – John Amatiello, Joker, Recorded By, Mixed By – John Amatiello, Joker, Vocals – Jenny*, Linn

## Slágerlista
| Slágerlista (1998)                    | Legjobb helyezés |
| ------------------------------------- | ---------------- |
| Ausztria (Ö3 Austria Top 40)          | 15               |
| Belgium (Ultratop 50 Flanders)        | 42               |
| Finnország (Singlet Top 20)           | 3                |
| Franciaország (Single Top 100)        | 16               |
| Germany (Media Control Charts)        | 20               |
| Iceland (Íslenski Listinn Topp 40)    | 22               |
| Ireland (IRMA)                        | 19               |
| Italy (FIMI)                          | 9                |
| Hollandia (Single Top 100)            | 40               |
| Új-Zéland (Recorded Music NZ)         | 29               |
| Norvégia (VG-lista)                   | 20               |
| Svédország (Sverigetopplistan)        | 5                |
| Svájc (Schweizer Hitparade)           | 18               |
| Egyesült Királyság (UK Singles Chart) | 5                |

## Minősítések
| Ország                   | Minősítés | Eladások |
| ------------------------ | --------- | -------- |
| Egyesült Királyság (BPI) | Ezüst     | 200.000  |